# Franz Xaver Kirschner
Franz Xaver Kirschner (* 19. August 1953 in Hirschbach) ist bayerischer Politiker der FDP.

## Privates und Berufliches
Kirschner erlernte den Beruf des Metzgers und arbeitete im elterlichen Betrieb (Landwirtschaft, Gaststätte, Metzgerei und Viehhandel). Anschließend besuchte er die Berufsaufbauschule Passau-Grubweg und die Fachoberschule Pfarrkirchen. 1975 machte er seinen Metzgermeister und studierte dann in München 1975 bis 1982 Betriebswirtschaftslehre und Jura. Zusätzlich absolvierte er in dieser Zeit eine Ausbildung zum Steuerberater. 1983 ließ er sich als selbständiger Steuerberater in Pocking nieder. 1987 erfolgte der Abschluss zum Wirtschaftsprüfer. 1987 promovierte er an der Wirtschaftswissenschaftlichen Universität Budapest.
Kirschner gründete 2014 eine Beteiligungsgesellschaft.
Er war zweimal verheiratet und hat daraus vier Töchter.

## Politik
2007 trat er der bayerischen FDP bei. Bei der Landtagswahl am 28. September 2008 kandidierte er erfolglos im Stimmkreis Passau-Ost, zog aber über die Parteiliste im Wahlkreis Niederbayern in den Bayerischen Landtag ein. Dort war er Mitglied des Ausschusses für Wirtschaft, Infrastruktur, Verkehr und Technologie und der Kommission zur parlamentarischen Begleitung der Krisenbewältigung bei der BayernLB.
Im Januar 2012 legte er sein Mandat u. a. aus Protest gegen das Vorgehen der FDP beim Euro-Rettungsschirm, aber auch wegen gesundheitlichen Problemen und der zu hohen Arbeitsbelastung, nieder. Für ihn rückte Dietrich von Gumppenberg zum 1. Februar 2012 in den Landtag nach.
2013 veröffentlichte Kirschner das Buch "Schlachtplatte Politik: Unappetitliche Erfahrungen eines Exparlamentariers".